# Linea guida
Una linea guida è un insieme di informazioni sviluppate sistematicamente, sulla base di conoscenze continuamente aggiornate e valide, redatto allo scopo di rendere appropriato, e con un elevato standard di qualità, un comportamento desiderato. Prevalentemente non si tratta di procedure obbligatorie (in questo caso si parla di protocollo, di codice o procedura).
Tali norme sono contenute in documenti portati a conoscenza di una platea di interessati (ad esempio con una circolare) e costituiscono una base di partenza per l'impostazione di comportamenti e modus operandi condivisi in organizzazioni di ogni genere (sia private, sia pubbliche) nel campo sociale, politico, economico, aziendale, medico e così via. 